# Guachapala (cantão)
Guachapala é um cantão do Equador localizado na província de Azuay.
A capital do cantão é a cidade de Guachapala.